# Сіпарая гімалайська

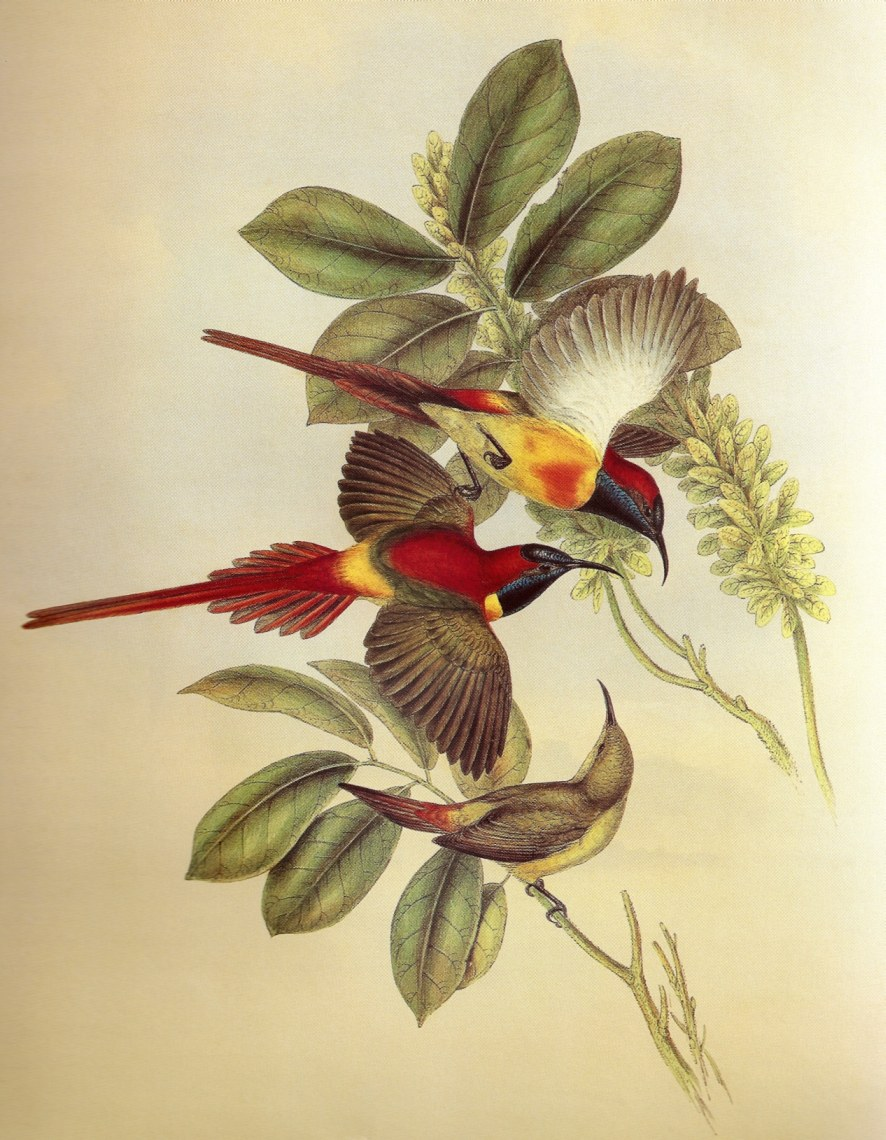
Пара гімалайських сіпарай

Сіпарая гімалайська (Aethopyga ignicauda) — вид горобцеподібних птахів родини нектаркових (Nectariniidae). Мешкає в Гімалаях, на півночі Індії, в М'янмі.

## Опис
Довжина самця становить 15 см. Обличчя чорне з блискучо-синіми плямами. Верхня частина тіла яскраво-червона, крила оливково-зелені, груди яскраво-жовті, живіт і гузка зелені. На нижній частині спини жовта пляма, хвіст червоний і довгий. Самиці і молоді птахи мають оливково-зелене забарвлення тіла. за винятком жовтих грудей.

### Підвиди
Виділяють два підвиди:
- A. i. ignicauda (Hodgson, 1836) — Гімалаї, північна М'янма, південно-західний Китай;
- A. i. flavescens Baker, ECS, 1921 — крайній схід Індії, західна М'янма.

## Поширення і екологія
Гімалайські сіпараї мешкають в Бангладеші, Бутані, М'янмі, Непалі, Індії, Таїланді та Китаї. Вони живуть в високогірних ялівцевих і рододендронових лісах, в заросях чагарників на висоті 3000-4000 м над рівнем моря.